# 売春

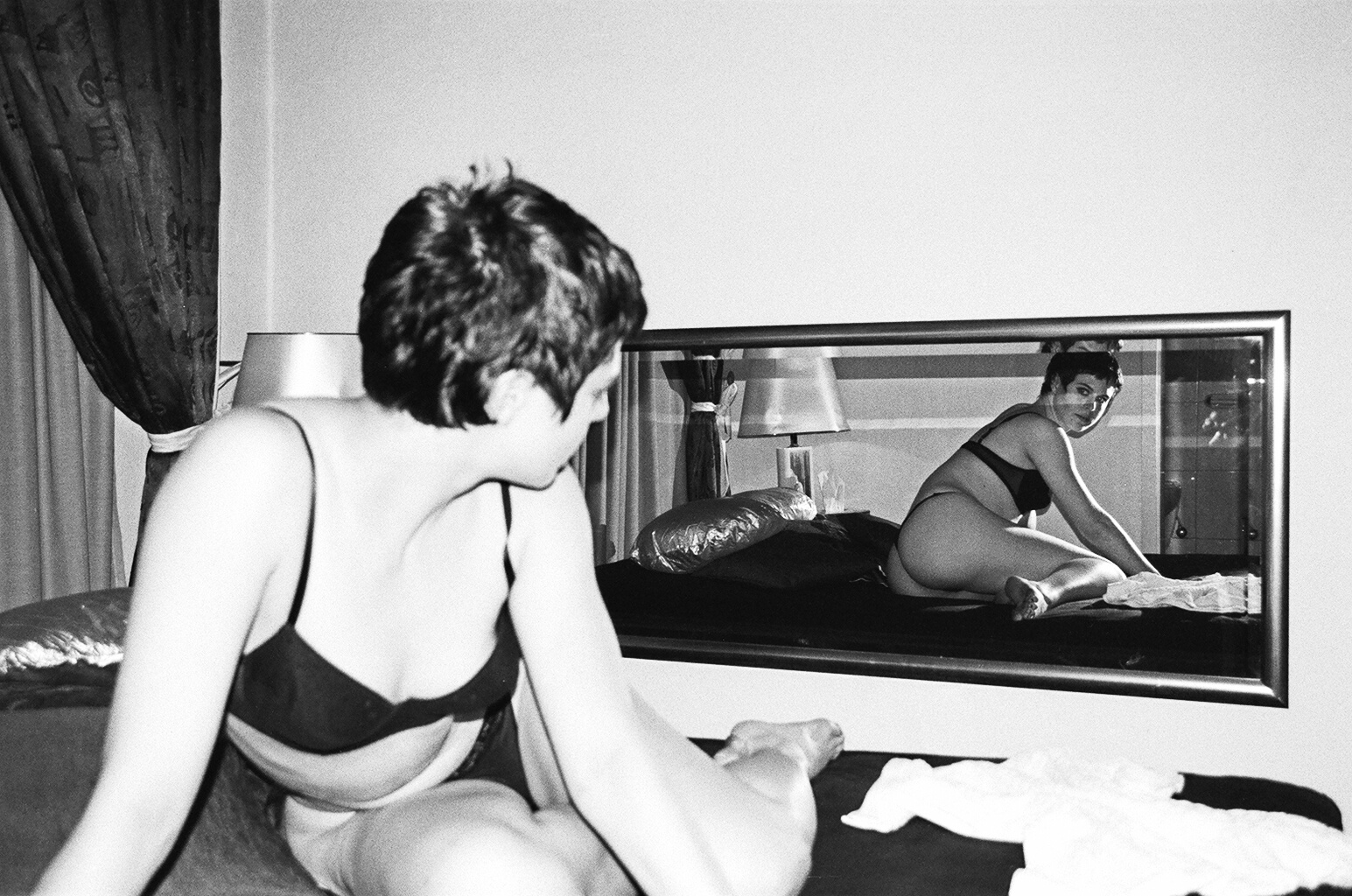
ベルリンの売春婦

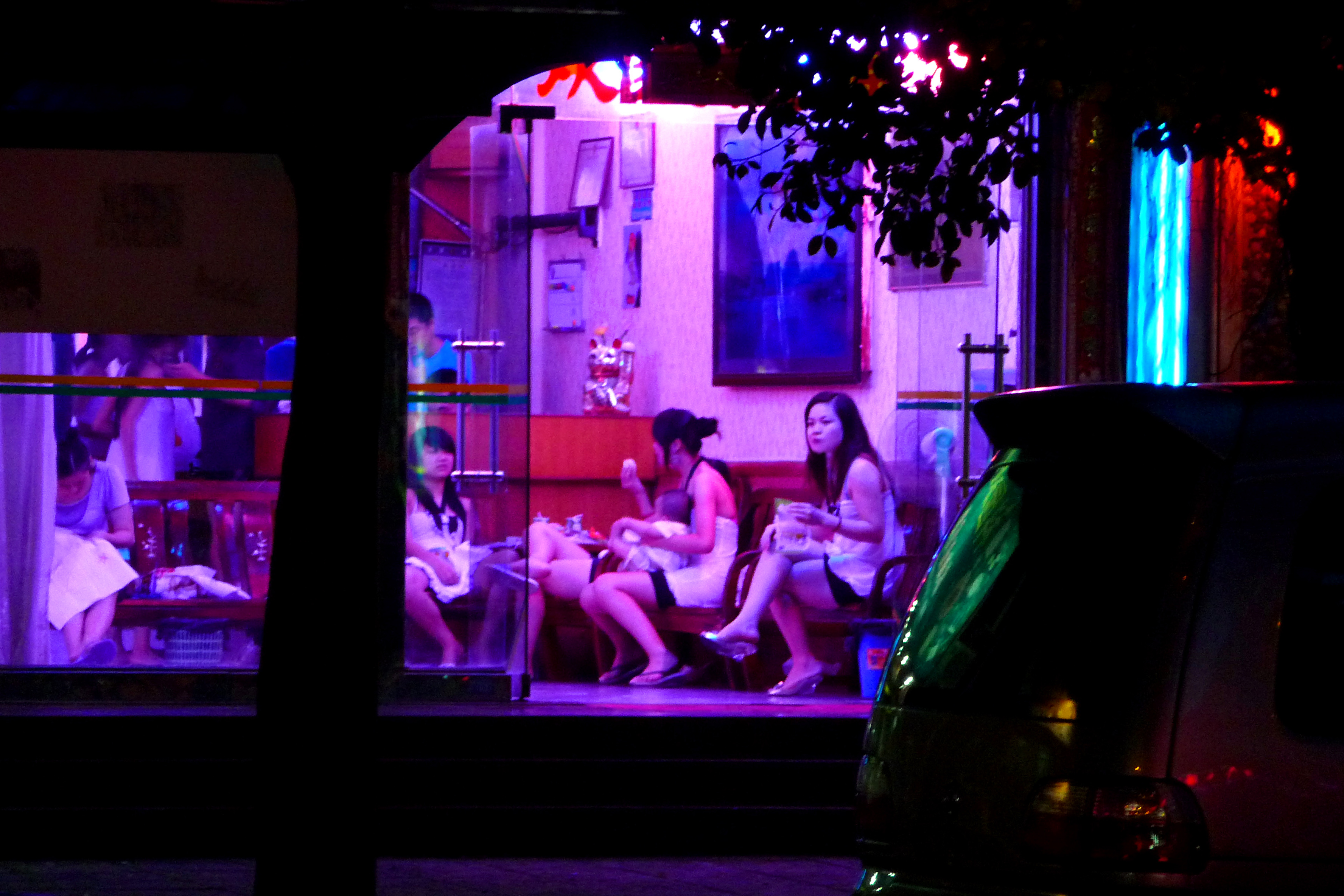
中国深圳の売春宿

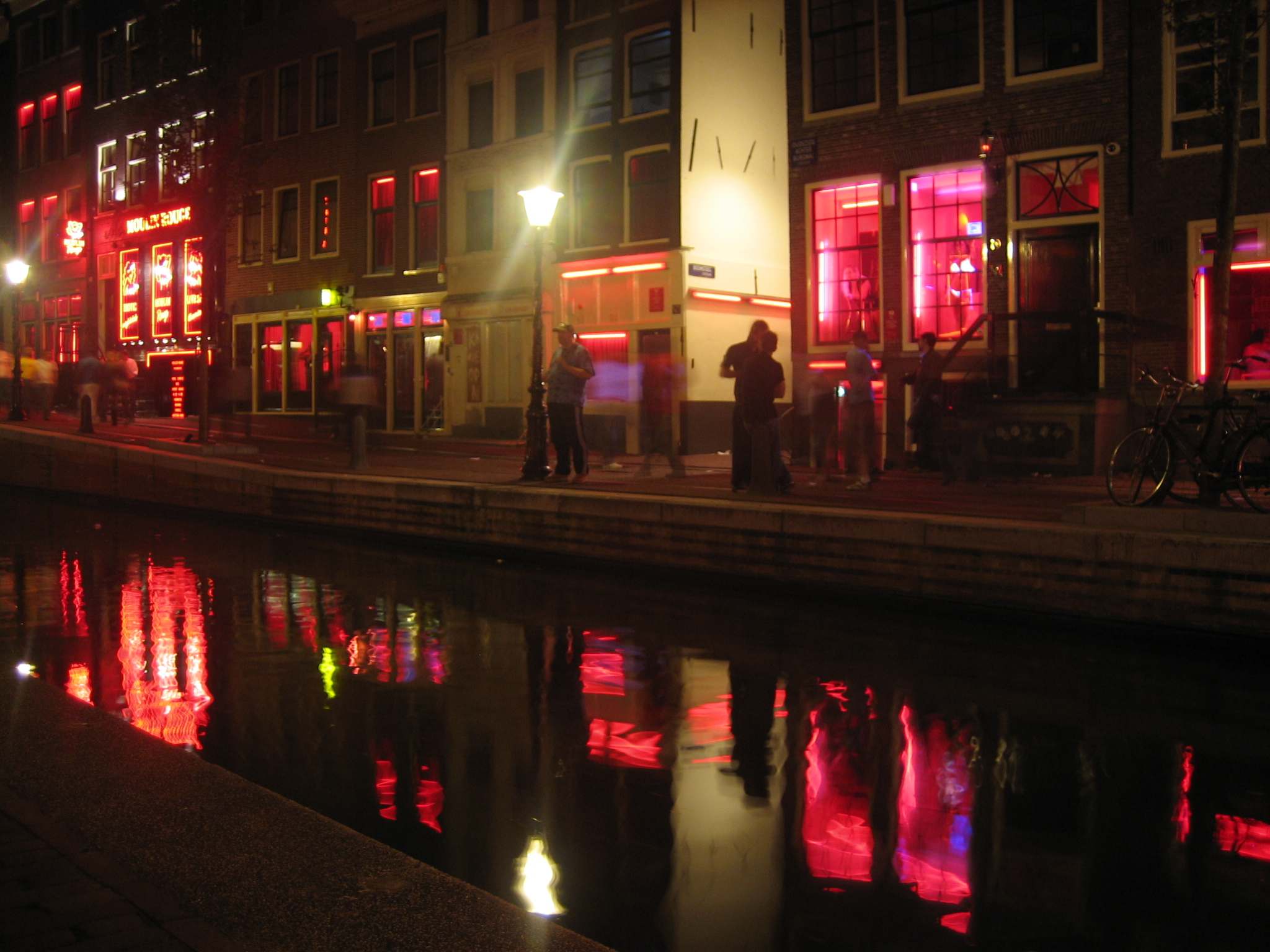
売春が合法化されているオランダ飾り窓地区（アムステルダム）

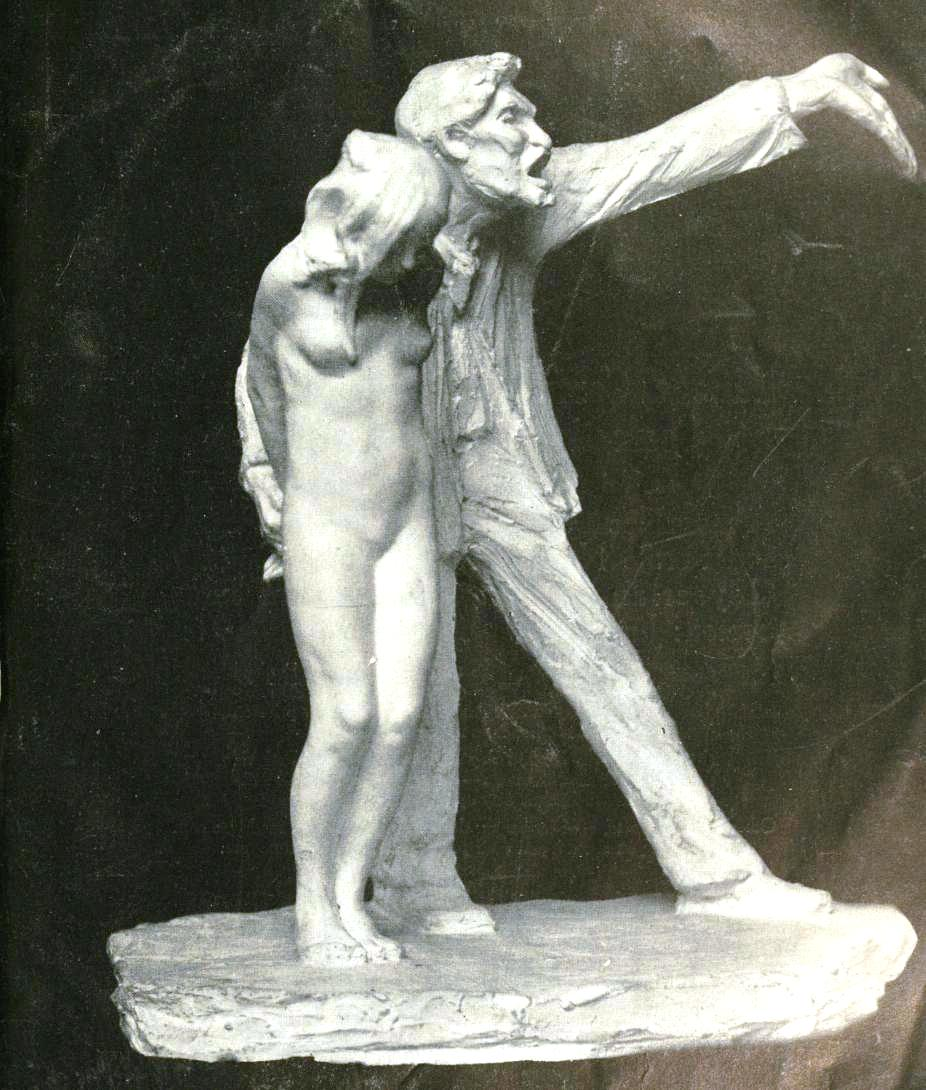
売春婦とポン引き

売春（ばいしゅん）とは、対価を得る目的で性交する行為である。「春（情愛の比喩）を売る」ためにそう呼ばれる。対価を得る側の男性・女性の性別は問わない。

## 名称・定義
売春を仕事として従事する女性を娼婦、売春婦などという。男性については男娼の呼び名が使われることが多い。
なお、対義語の「買春」は「ばいしゅん」というのが元来の読みであるが、「売春」との区別が音韻上付かないので、音韻区別する為に湯桶読みで「かいしゅん」と読むこともある。両方を含めて『売買春』（ばいばいしゅん）と呼ぶ。
- 日本の法令における定義

日本の売春防止法では、『「売春」とは、対償を受け、又は受ける約束で、不特定の相手方と性交すること』と定義されている。
売春防止法における「性交」は、性交類似行為は該当しないとして扱われる。
売春の要件に『不特定の相手方』とされていることから、『対償を受け、又は受ける約束』をして性交を行った場合であっても、それが特定の相手であるならば、売春とはならない（愛人や恋人等）。
個人が行う売春以外に、風俗店など組織的に行われるものは「管理売春」と呼ばれ区別される。
ソーラ・サイモンは自身の論文で、「売春（英: prostitution）」と日本のマスメディアに1980年代から1990年代にかけて現れだした「援助交際（英: compensated dating）」は区別されることが多いが実態は近い、としている。

## 歴史
職業としての売春は、古くから存在する。職業とは、ヒトのみが行う社会的かつ文化的営為であり、富・付加価値の交換により形作られる経済活動の手段としては、売春は人類最古の職業の一つでもある。
現代の売春とは取引契約に基づくものであり、売春の歴史とは売春仲介の歴史でもある。また、売春という職業が成り立つ為には、貨幣経済の浸透と、家父長制や嫁取り婚が成立していないといけない。ヨーロッパでは古代ギリシャ以降になる。

### 古代
史上初めて管理売春すなわち売春を国家の登録制度のもとに管理し、公認したのはギリシャのソロンといわれ、国家によって女性の奴隷を「購入」し、「ディクテリオン」という売春施設へといれた。ローマ帝国でも売春仲介業者は法的な認可をうけ、届出をするだけでなることができたため、売春は広く行われていた。しかしローマがキリスト教徒の迫害をやめ、それを国教としたことをうけて、売春を禁ずる法が登場する。ユスティニアヌス法典は、売春仲介業者の責任を問い、売春婦たちを「不幸な運命から救いだす」ことをうたう画期的なものであった。
キリスト教が普及するにつれて、売春を含めた性の問題はすべて宗教の領域で扱われるようになる。キリスト教は売春はおろか婚姻生活以外での性交渉を禁止した。一方で国家は売春の禁止と公認を繰り返してきた。公序良俗を保つためであり、税収を確保するためであった。中世に入ってキリスト教の影響はさらに強まり、例えば、シャルルマーニュの勅令は売春の完全な禁止を謳っている。こちらは業者へは少量の罰金刑を課し、売春婦を「みだらな女」として広場で鞭打ちに処すなど重い罰を規定している。

### 近代
このように近代まで、国家は売春を両義的なものとして扱っていた。登録制度という公認であっても女性を監視し縛り付けるものだとする「廃娼論」が出現するのは20世紀以降のことである。そして「醜業ヲ行ハシムル爲ノ婦女賣買取締二關スル國際協定」が1904年に採択され、「醜業ヲ行ハシムル爲ノ婦女賣買禁止二關スル國際條約」が1910年に制定され、1921年に国際連盟によって「婦人及児童ノ売買禁止ニ関スル国際条約」、1933年に「成年婦女子ノ売買ノ禁止ニ関スル国際条約」がそれぞれ採択された。さらにそれらの協定や条約を統合する形で「人身売買及び他人の売春からの搾取の禁止に関する条約」が1949年に国際連合によって採択され、1951年に発効した。
現在、フランスの社会史学派、アナール学派の研究によれば、売春は逆にキリスト教によって誕生したと論じている。本来、男女は対等であったが、キリスト教の「弱者である女性は、保護を行う男性の支配を受けなければならない」という教義から家父長制が強力になり、支配される性としての女性が誕生した、という考えである。

### 日本

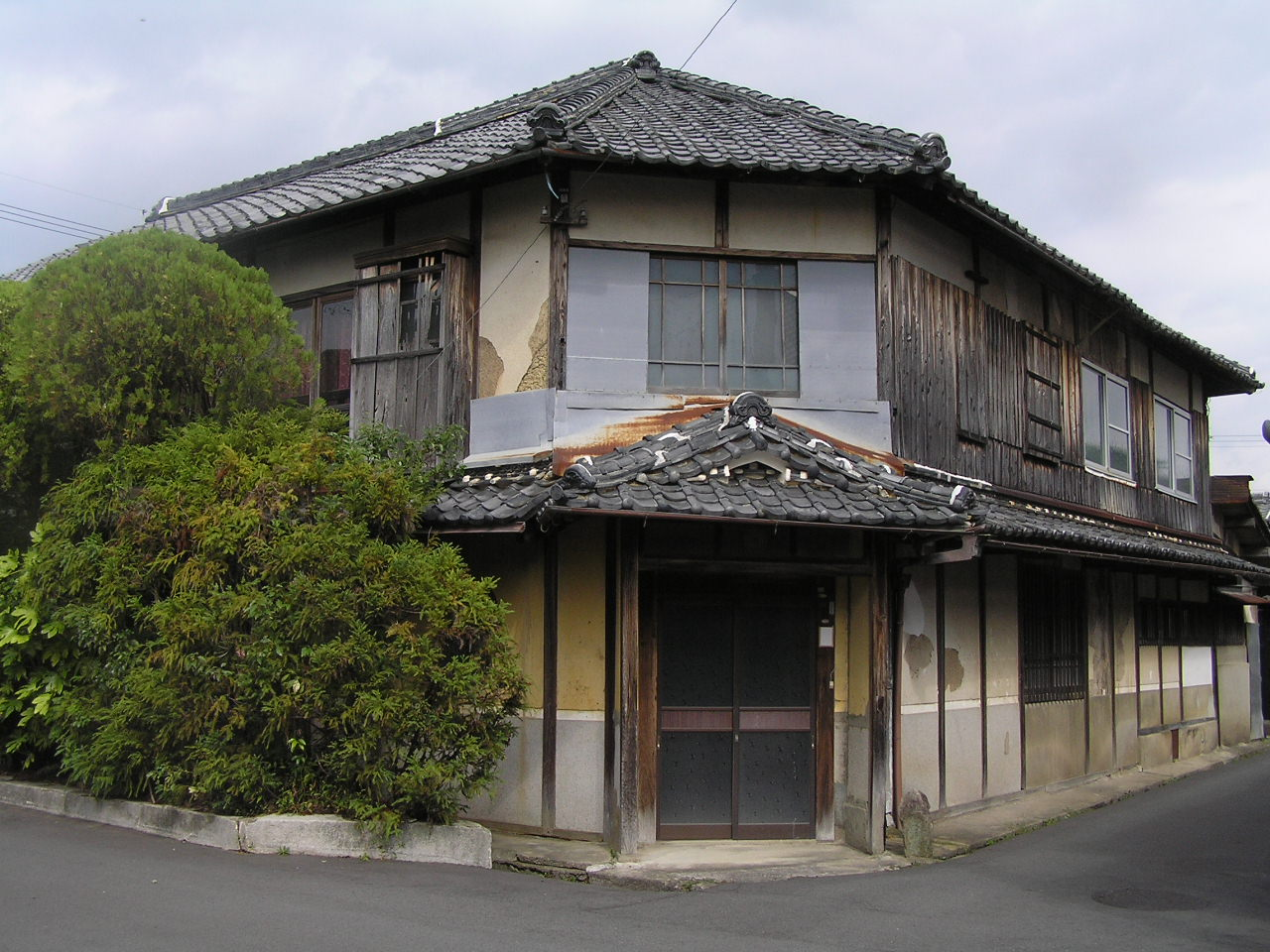
阿部定が最後に勤めた遊廓大正楼（兵庫県丹波篠山市）

万葉集に掲載されている歌の解釈から、この時代から日本でも売春は行われていたと考えられる。ただし、古代の記録に見られる売春は、都周辺に限られており、地方における実態は不明である。日本において職業としての売春が成立するのは、中世後期の室町期以降である。平安時代に至っても、さらには鎌倉期においても、妻問婚がメインであり、貨幣経済と男性優位の家父長制や嫁取婚はいまだ浸透していなかった。平安時代と同じく母方の父が優位という執権政治の形態が続いていたことからも明らかである。座や町衆などによる市の支配の確立と、惣領制や嫁取婚が成立するまでは、職業としての売春は広がりを見せなかった。
売春は神道において、巫女によって行われたこともあった。鎌倉時代には巫女を養っていた多くの神社や寺院が破綻し、生活の糧を求めて旅に出る巫女が現れ「歩き巫女」と呼ばれるようになった。巫女は主に宗教的なサービスを提供していたが、売春とも広く関係していた。
安土桃山時代に豊臣秀吉が大坂道頓堀において、遊女を一箇所に集めた遊廓を作って以後、江戸時代でもこうした遊廓を設置した。特に吉原遊廓、島原遊廓、新町遊廓は三大遊廓と呼ばれるほどの隆盛を誇った。ただし、遊廓などではいまだ女性の「神」性視が行われ、遊廓は非日常の空間であり、世俗の法律が通用しなかった。吉原の監督官としての武士も、武家出身者ではなく忍者出身者が行い、公儀とは距離を置いた。江戸幕府は、江戸および関東八州については、公的に売春を認めつつ、散在する遊女屋を特定地域に集合させ、1617年（元和3年）、日本橋葺屋町界隈に遊郭の設置を許可し、吉原遊廓とし、この他の地での売春を禁じた。この禁を破って売春がなされる場所を岡場所といい、その遊女らは、後任の吉原におけるものと異なり、私娼であって取り締まりの対象とされた。私娼は発覚・奉行所などに捕縛されると、新吉原で女郎として3ヵ年の年季奉公が科せられ（公事方御定書）、そのような女郎は「奴女郎」と呼ばれ最下級の扱いを受けた。このように、建前上は、吉原以外での売春は禁じられていたが、岡場所は江戸時代を通してところを変えながら存続し続けたし、特に、近郊の品川宿、内藤新宿、板橋宿、千住宿など、近郊の宿場町の宿屋では、泊り客に飯盛女と称した私娼の斡旋を行っていた。

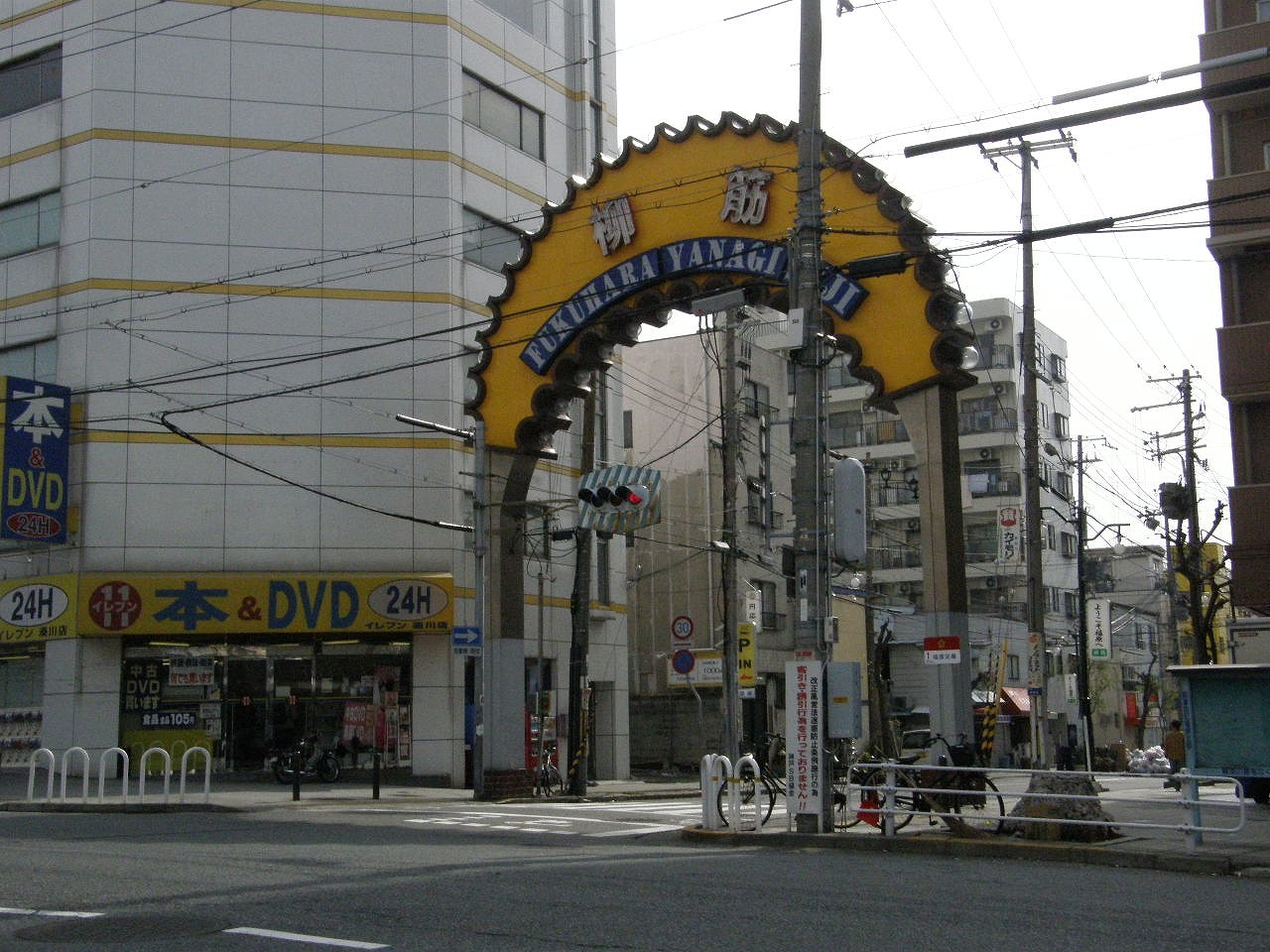
1958年（昭和33年）4月1日に売春防止法が施行され、赤線も廃止されソープランドとして残る（神戸福原）

明治維新以後もこのような遊廓は存在していたが、転換点となったのは1872年（明治5年）である。この年、マリア・ルーズ号事件が発生し、大日本帝国政府はペルー船籍の汽船船内における中国人（清国人）苦力に対する扱いを「虐待私刑事件」として日本の外務省管下で裁判を行ったが、この裁判において被告側より「日本が奴隷契約が無効であるというなら、日本においてもっとも酷い奴隷契約が有効に認められて、悲惨な生活をなしつつあるではないか。それは遊女の約定である」との主張が為された。
この主張に対して、特命裁判長を務めた神奈川県権令大江卓は「日本政府は近々公娼解放の準備中である」と公娼廃止の声明を発し、1872年10月2日、芸娼妓解放令が出された。これにより、女衒による遊女の人身売買は規制されることになったが、娼婦が自由意思で営業しているという建前になっただけで、前借金に縛られた境遇という実態は変わらなかった。
また、この時期に数多くの女性が女衒の斡旋により、日本の農山漁村から東アジア・東南アジアに渡航し、遊廓で働いた。こうした海外渡航した女性たちは「からゆきさん」と呼ばれた。このように世界への渡航を手配した、女衒として有名な人物に村岡伊平治がいる。
第二次世界大戦後の1946年（昭和21年）、日本の統治を担当していたGHQは公娼廃止指令を出し、女給による売春を行う赤線を除いて遊廓は廃止されることになった。
また、1955年（昭和32年）最高裁判所は、売春を前提とした前借金について『公序良俗に反するものであるとして無効』とする判例を確定させた。さらに、上記「人身売買及び他人の売春からの搾取の禁止に関する条約」を批准するための国内法である売春防止法が1956年（昭和31年）5月に公布、1958年（昭和33年）4月1日に施行され、これによって赤線も廃止されることになった。
これら赤線地帯にあった店は、その後も小料理屋やトルコ風呂（現：ソープランド）などと名称を変え、管理売春や勧誘・斡旋などの売春助長行為ではなく、個人の自由意志での性行為の場所を提供する、という法令に抵触しない範囲で営業を行っている。なお、トルコ風呂の名称については、トルコ人留学生・ヌスレット・サンジャクリが厚生省（現：厚生労働省）に名称変更の訴えを起こし、名称がソープランドに変わった経緯がある。

## 各国の概況

非犯罪 - 売春による刑事罰はない。
合法 - 売春は合法であり、規制が存在する。
半合法 - 売春は合法であるが、売春宿や斡旋などの組織的活動は違法。それ以外の規制は存在しない。
半違法 - 買春や第三者の関与は違法だが、売春は合法。
違法 - 売春は違法
地方自治体の条例に委ねられている

近年、世界的に売春は合法化・解禁の流れがある。アジアでは、中華民国（台湾）で合法化され、タイ王国、中華人民共和国でも合法化が検討されている。
ヨーロッパでは、売春自体は合法である国家がほとんどである。ただ、斡旋を違法としている国家も多いが、2000年にオランダが、斡旋を含む売春行為を完全に合法化したのを皮切りに、デンマーク、フランス、スイス、ドイツ、オーストラリア、ニュージーランドなども斡旋合法化に踏み切った。
ギリシャ、ハンガリー、チェコなどにおいても合法で、オーストリア、オーストラリアなどでは、外国人が働くために売春査証で合法的に滞在許可を得ることが出来る。2015年には、国際人権団体アムネスティ・インターナショナルが、売買春の合法化（合意に基づく成人の性的労働や成人同士の間での合意に基づく性の売買）を支持する方針を決定した。
アムネスティ・インターナショナルのイギリス支部を通じて包括的非犯罪化決議案を2008年の年次総会で初めて提案したのは、イギリスで大規模なエスコート売春会社を経営していたダグラス・フォックスという人物であると指摘されている。
アムネスティ・インターナショナルのイギリス支部は、ダグラス・フォックスの直接的影響を否定している。
以下、合法化を検討している諸国も含めて各国の状況を概説する。

### 合法化の理由
合法化・解禁の理由としては、性病対策、性犯罪対策などがあげられる（各国の合法化については各節を参照）。タイ王国や中華人民共和国などアジアでは、現在でも、特に地方での貧困から、少女・少年が、都市部の闇で売春をするケースが多く、エイズなどの性感染症が蔓延し、大きな社会問題となっている。

### 北欧モデル(平等モデル)
一方で、ノルウェーは2009年、売り手である被買春女性を非犯罪化し、保護・支援の対象とし、他方で、買春者、ピンプ、業者などを処罰の対象にした。
アイスランド(2010年)も続いたことにより、北欧モデルと呼ばれる。
北欧モデル型立法の目的は、第一に、売買春を風俗犯罪や道徳的な悪とみなすのではなく、女性に対する搾取と暴力、性差別の一形態であるとの基本認識に立ち、その廃絶の一環としてこの法を立法し執行すること。
第二に、自己の性を買われる（売らされる）側の女性を被害者とみなして非犯罪化し、逆に、買い手を直接の加害者として処罰し、同じく斡旋業者、その他の便宜供与者などを搾取者ないし共犯者とみなして厳しく処罰すること。
第三に、売春従事者の離脱と転職を支援し、被買春女性が必要とする生活上・教育上・医療上・精神上のさまざまなサービスと支援を積極的に提供すること。したがって北欧モデルは、刑事的に取り締まるばかりではなく、福祉的・行政的役割をも担う法体系である。また、韓国では、加害者である買春者に対する再教育も行う。
第四に、女性を売春へと追いやり誘導するさまざまな差別構造、貧困、福祉の貧弱さ、児童虐待やネグレクト、性暴力の蔓延、女性を性的なモノへと還元するポルノなどの性差別文化などの諸原因に総合的に取り組み、それらの縮小と克服を公的機関と市民による努力によって徐々に実現することである。
欧州連合評議会は2014年、北欧モデルを推奨する決議を採択し、国際人権団体イクオリティ・ナウやヨーロッパ・ウィメンズロビーも北欧モデルを支持する立場を表明している。
これに続き2014年にカナダ、2015年に北アイルランド、2016年にフランス、2017年にアイルランド共和国と北欧モデルが広がっていっている。

## アジア・オセアニア

### 日本

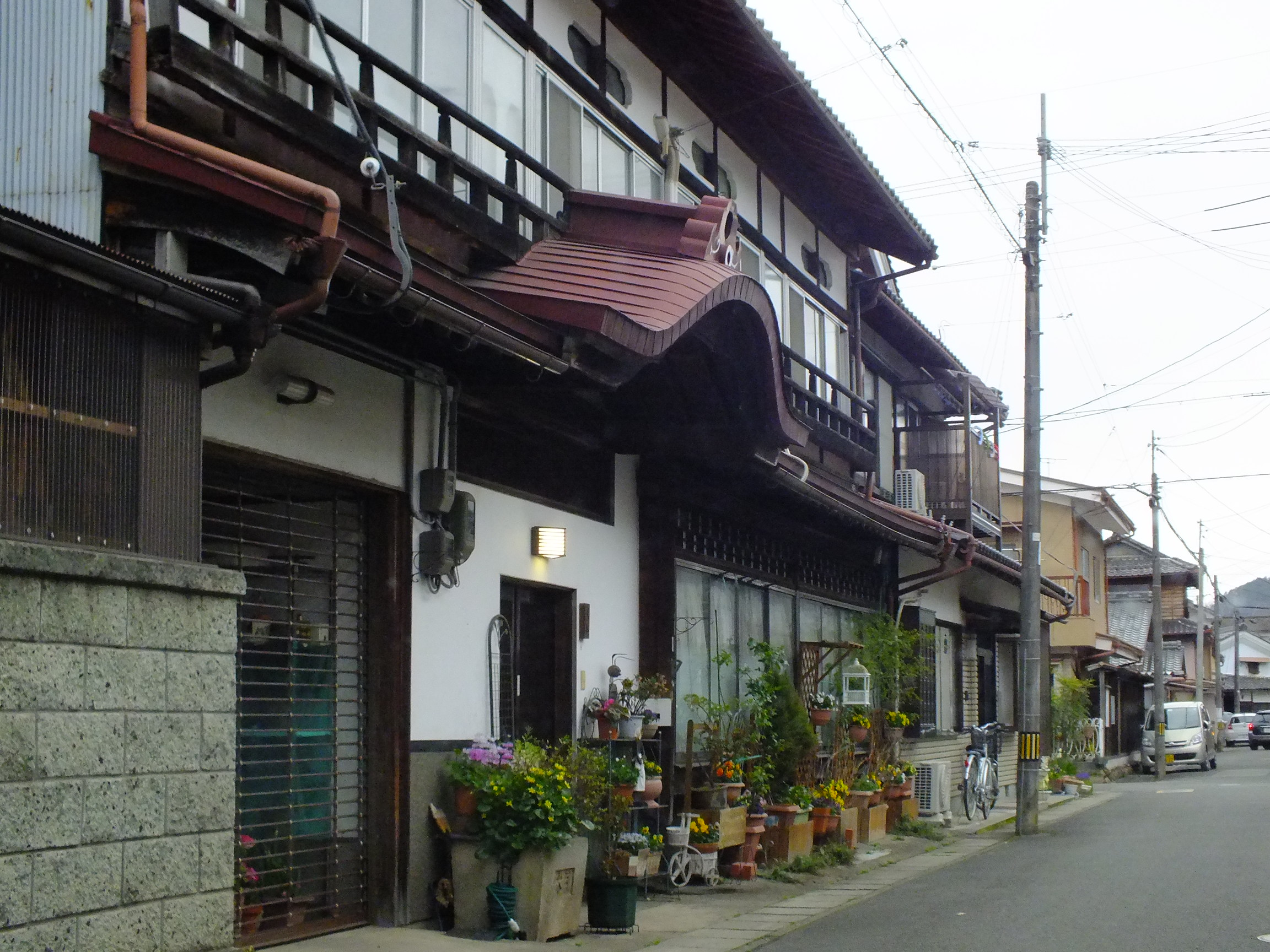
1958年に施行された売春防止法により、廃止された赤線の面影を残す町並み（猪崎）

1946年、GHQが出した『公娼廃止指令』により赤線を除く遊廓は廃止され、1958年に施行された売春防止法により、赤線も廃止されて、売春の斡旋や売春をさせる業を為すことは、刑罰の対象となっている。ただ、売春自体は禁止され管理売春や勧誘・斡旋などの売春助長行為は、売春防止法で刑罰の対象であるが、個人の自由意志で行う単純売春は、刑罰の対象にはなっていない。1999年（平成11年）には、18歳未満の児童と性交することなどを禁止する児童買春・児童ポルノ禁止法が施行された。これらとは別に、各地方公共団体が定める条例によって、法的規制がなされている場合もある。
アメリカ合衆国国務省の2016年『人身売買に関する年次報告書』によると、日本では組織的な売春ネットワークが地下鉄、若者のたまり場、学校、インターネットなどの公共の場で、脆弱な日本人女性および少女を標的にしている。日本人、特に家出した10代の少女や、外国人と日本人の間に生まれて日本国籍を取得した児童、およびその外国人の母親も、性的搾取の人身取引の被害にさらされ、「援助交際」や「JKビジネス」(どちらも18歳は合法、成人年齢引き下げ後は虞犯の対象から外れたので女性側も合法)が、日本人児童の性的搾取を目的とする人身取引を、依然として助長していると指摘した。
日本国政府は、2016年に児童買春の捜査を728件行ったと報告しており、売春に関与させられたとして警察が認知した児童は518人であった。また日本は、性的搾取の人身取引の被害者である男女および児童が送られる国家であり、被害者の供給・ 通過国で、強制売春の被害者は契約開始時点で借金を負っている場合もある。売春宿の運営者は、素行が悪いとして罰金を被害者の当初からある借金に加算することがある。また日本にある複数の組織は、日本人の父親とフィリピン人の母親との間に生まれた児童とその母親が、日本国籍を取得し日本へ移住するために、手数料を取って支援すべく接触し、日本入国後、これらの組織の役務を受けたことにより負った借金を返済するため、性的搾取の人身取引の被害者となる母親と児童もいることなどが報告された。
- 売春防止法

第3条で『何人も、売春をし、又はその相手方となつてはならない。』としている。売買春は違法行為であり、違法行為によって他者の権利を侵害した場合は、民事上の損害賠償を行わなければならない。だが、売買春そのものに刑罰は設けられておらず、売春防止法において、売春行為自体は禁止されていても、刑事罰の対象とはならない。
その理由としては、当時の官僚による国会答弁が参考となる。性欲の捌け口を作ることで性犯罪を防止すること、諸先進国では合法化されている国が多いこと、風俗業従事者の生活維持、地域経済・税収への深刻な影響を挙げている。売春防止法では単純売春（職業選択の自由による自由意思に基づいて行う売春）自体 は刑事処罰の対象とはならないが、公衆の目に触れる様な方法での売春勧誘（街娼）、売春周旋、売春契約、売春をさせる業（俗にいう「管理売春」を含む）などの売春を助長する行為は禁止されており刑事処罰の対象となる。
売春防止法が、売春そのものを法律で禁止しているが、刑罰を科すのではなく、売春を助長する行為を禁止しているのは、そもそもの立法経緯において、女性の性的役務の隷属被害や、暴力団等や親による前借金・搾取行為を無くすのが主目的で、売春行為自体を取り締まる事が主目的ではなかったこと から同法が『売春が人としての尊厳を害し、性道徳に反し、社会の善良の風俗をみだすものであることに鑑み、売春を助長する行為等を処罰することによつて、売春の防止を図ることを目的とする』為である。なお、「性行又は環境に照して売春を行うおそれのある女子に対する補導処分及び保護更生の措置を講ずる」という条文は2022年の法改正により、2024年4月1日から廃止となっている。
売春防止法第1章には、以下の規定がある。
第1条（法律の目的）
この法律は、売春が人としての尊厳を害し、性道徳に反し、社会の善良の風俗をみだすものであることにかんがみ、売春を助長する行為等を処罰するとともに、性行又は環境に照して売春を行うおそれのある女子に対する補導処分及び保護更生の措置を講ずることによつて、売春の防止を図ることを目的とする。
第2条（定義）
この法律で「売春」とは、対償を受け、又は受ける約束で、不特定の相手方と性交することをいう。
第3条（売春の禁止）
何人も、売春をし、又はその相手方となつてはならない。
第5条（勧誘等）
売春をする目的で、次の各号の一に該当する行為をした者は、6月以下の懲役又は1万円以下の罰金に処する。
1. 公衆の目にふれるような方法で、人を売春の相手方となるように勧誘すること。
2. 売春の相手方となるように勧誘するため、通路その他公共の場所で、人の身辺に立ちふさがり、又はつきまとうこと。
3. 公衆の目にふれるような方法で客待ちをし、又は広告その他これに類似する方法により人を売春の相手方となるように誘引すること。

第4条（適用上の注意）
この法律の適用にあたつては、国民の権利を不当に侵害しないように留意しなければならない。
※2条に該当する行為は第3条で禁止されるため、男女とも違法であるが、男性を罰する規定はない。女性も第5条に抵触しなければ罰則がない。
- 児童買春・児童ポルノ禁止法

児童に対する性的搾取・性的虐待を防止し、児童の権利を擁護することを目的としている。対象は18歳未満の児童、性交のみならず「性交等」が対象とされ、「性交類似行為」も含まれ、また買春者への刑罰が規定されており、勧誘など売春を助長させる行為についてより重い刑罰が課されている。売春防止法に比して厳しい内容となっているのはこうした行為が『児童の権利を著しく侵害することの重大性に鑑み、あわせて児童の権利の擁護に関する国際的動向を踏まえ』たものである。これらの2法の他、地方自治体の条例において「青少年（18歳未満の者）との淫行行為」に該当する児童買春行為をしていれば、刑罰を伴う形で禁止している地方自治体も存在する。青少年保護育成条例の淫行処罰規定（いわゆる淫行条例）違反として刑事罰が規定されている。なお、青少年保護育成条例の淫行処罰規定（いわゆる淫行条例）がない地方自治体でも、「児童（18歳未満の者）が淫行をするように仕向ける行為」に該当する児童買春行為していれば、児童福祉法違反として刑事罰が規定されている。児童買春・援助交際について青少年保護育成条例違反や児童福祉法違反として処罰されていたが、1999年に児童買春・児童ポルノ禁止法が施行されて以降、この法律に基づいて処罰されるケースが多くなっている。
- 職業安定法違反（有害業務への募集）

公衆道徳上有害な業務に就かせる目的で労働者を募集・派遣することは犯罪であり、実際の事例もある。
- わいせつ物頒布等の罪

ピンクビラ、わいせつな広告などが該当する
1. 「わいせつな文書、図画、電磁的記録に係る記録媒体その他の物を頒布し、又は公然と陳列した者は、2年以下の懲役又は250万円以下の罰金若しくは科料に処し、又は懲役及び罰金を併科する。電気通信の送信によりわいせつな電磁的記録その他の記録を頒布した者も、同様とする。
2. 有償で頒布する目的で、前項の物を所持し、又は同項の電磁的記録を保管した者も、同項と同様とする。」（刑法175条）と規定されている。

日本国外での買春
2016年に、日本人男性は依然として、アジアにおける児童買春旅行への需要の大きな源泉の一つであり、アメリカの人身取引報告書が「日本への勧告」として、海外で児童買春旅行に参加する日本人の捜査、訴追、有罪判決、処罰を積極的に行うことを挙げている。また日本人男性は他のアジア諸国、特にタイ、インドネシア、カンボジア、フィリピン、および頻度は低いもののモンゴルへ渡航し、児童の商業的性的搾取を行っている。警察庁は、東南アジアにおける児童の商業的性的搾取に関する事案の詳細を、タイ、カンボジア、フィリピンおよびインドネシアの警察と共有している。

### 中華人民共和国
売春は違法である。一方で合法化も検討されている。しかし、新華社の発表によると、国内の売春婦の数は200万人に上るといわれており、彼女達の総収入額は8兆円に上るといわれる。その多くは、貧しい農村の出身である。農村での生活よりも都市部での売春に従事する方が豊かな生活を送ることができるため、都市部に出稼ぎに来て売春に従事する女性が多いとされ、近年では売春の組織的斡旋には死刑が適用されるほど重い罪となることもある。しかし、貧富の格差が原因となっていることから、売春の根絶は困難となっている。

### 中華民国（台湾）
2011年に各都市の「風俗エリア」の内部における売春が合法化された。ただし風俗エリアは2021年5月時点で設置されていない。

### 大韓民国
2004年に性売買特別法が施行され、売買春が禁止された。
その前年の2003年に、売買春業の規模が24兆ウォン（約2兆4000億円）でGDP比で約4%、20代以上の女性25人のうち1人が売春行為をしている、という調査結果を刑事政策研究院は公表している。2007年に行われた実態調査では、韓国の風俗産業の経済規模はGDP比で約6%で、約27万人が従事しているという結果が出ている。ワールド・アトラス・ドットコムによると、韓国1人当りの性売買支出は世界3位。
売春行為を厳しく取り締る性売買特別法の施行にあたり、約3000人の売春女性が集まり「生存権を保証せよ」とのデモ活動が行われ、2008年にも、生活が苦しくなった売春女性達約300人のデモ活動が発生している。なお、2004年に施行されたこの規制により、最盛期に300軒あった風俗店は、2008年には100軒余りに減ったという。
また2011年には、売春婦たちによって規制撤廃を求める大規模なデモ活動が首都ソウルで行われ、裸になった売春婦たちは、町に火を付けたり自らガソリンをかぶるなどの示威行動を、外国メディアの前で行った。2015年9月には4000人の女性が集まり、売春の合法化を求めるデモ活動を行った。
韓国外での売春
「性売買特別法」施行後、韓国内の規制が厳しくなったことで、日本やアメリカ合衆国を始めとした、世界へ「遠征売春」をしに渡航する韓国女性が増加しはじめた。
2006年のアメリカ合衆国では、ロサンゼルス警察局の関係者によると、毎月逮捕される売春女性のうち、9割が韓国人であることが伝えられ、2008年には夕刊フジが韓国政府関係者によると、日本で働く売春婦は3万人にのぼるとされ、それを追いかけて韓国人ホストも、毎月100人以上が日本へ上陸していると報じた。
2013年には、2010年に女性家族部への国政監査で金玉伊議員（女性家族委員会所属）が韓国外で売春をする韓国女性は日本に約5万人、オーストラリアに約2,500人、グアムに約250人とみられ、全世界では10万人余りと主張していたと報じられた。また同記事では、ソウル大学国際大学院のチョン・ジェウォン博士による報告における、韓国外での韓国人客に対する韓国式風俗店の広がりや、米国における外国人売春婦の割合も掲載されており、1位は韓国人で23.5%、2位はタイ人で11.7%という結果も掲載している。
- 日本[50]
2009年3月に、韓国人の男が、同性愛者の韓国人男性をインターネットで募り、横浜市の売春業者に紹介し不法に日本で売春を行い、手数料の一部は日本の暴力団関係者に上納していたなどとして、韓国で性売買斡旋行為処罰法違反の疑いで逮捕された[51]。2009年7月には、韓国の求職サイトで「海外の風俗店で働くと月3000万ウォン以上を稼げる」との広告で高校生を含む若い女性達を募り、100人余りを日本などに送り込んでいた韓国人ブローカー親子が韓国の警察当局に摘発された[52]。また、2011年には、韓国人同性愛者と性転換者らに日本での売春を斡旋し、斡旋手数料を払えない一部の人とは強制的に性的関係を持ちエイズを感染させたエイズ患者の韓国人ブローカー朴容疑者に対し、日本の暴力団と共謀して売春斡旋したとみて、同法違反の疑いで、韓国の警察当局が逮捕状を請求した[53]。
- アメリカ合衆国
韓国人売春宿に「東京サウナ」[54]、「東京ヘルス・スパ」[55]、「京都岩盤浴（Kyoto Hot Stone Spa）」[56] と日本の地名が付けられる姿がみられる。
- オーストラリア
2007年に韓国人売春婦らが「日本人女子大生18歳、（中略）紳士求む」と日本人に成り済ました新聞広告を出して逮捕された[57]。

韓国外での買春
2000年代後半以降増加してるのが、韓国男性のアジアにおける買春ツアーである。「児童買春」を目的に東南アジアなどを訪れる韓国人男性や、中国へのゴルフツアーの際に買春行為しているやモンゴルでの買春ツアーなど、数多くの報道がなされるようになった。2008年には海外での買春行為で498人の韓国男性が捕まっており、地域も米国、中国、オーストラリア、フィリピン、タイ、ベトナム、インドネシアと広範囲にわたる。タイでは避妊用品使用を拒否して売春女性を乱暴に扱うことで悪名が高いとされ、フィリピンではゴルフと売春が必須コースのようになっており、10代から20代の女性を買春していると報じられている。
- モンゴル
2008年には、訪れる韓国男性の70%以上が買春ツアーを目的としており、韓国人が経営する売春目的のカラオケバーが確認されているだけで50件以上に上り深刻な問題となっており、モンゴル政府は韓国人による買春ツアーを取り締まるために売春取締法を強化しているが、韓国人の経営する売春目的のカラオケバーの活動を弱めることができておらず、取締りを逃れるために乗馬クラブやマッサージ店での売春が増加しており、空港を降りるとそのまま売春乗馬クラブに直行する姿などが垣間見られ、韓国人の無法行為によってモンゴル人に強い嫌韓感情を引き起こしていると報じられた[60]。
- キリバス
2005年には、韓国人による女性買春、とくに幼い少女買春が問題となっている。キリバスでは性が乱れた人たちをコレコレアと呼ぶ。韓国人たちは現地女性を自分たちの船の甲板や薄暗い防波堤の後ろに連れて行き関係を持つため、防波堤の物陰のこともコレコレアと呼んだりし、2年前に韓国人の買春行為に対して議会で対策会議が行われたことがあり、市民団体や教会で行き過ぎた性売買を減らす方法を探っており、韓国人男性の子どもを妊娠した幼い少女もまた社会問題となっている[61]。
- フィリピン

仕事や英語の語学留学などでフィリピンに行き、交際や不法買春等により、相手のフィリピン女性が妊娠して子供をつくっても、その責任を取らずに妻子を捨てて帰国する韓国人がいるため、その捨てられたハーフの子供たちは「コピノ」（韓国人とフィリピン人を合わせた造語）と呼ばれ、その数は3万人にもなるといわれており、韓国の慈善団体が現地でコピノに対する支援事業を行ったり、韓国通商部傘下の韓国国際協力団も資金援助を行ったりなどしている[62][63]。
- ウズベキスタン
当国では売春は違法行為であるが、韓国からの買春ツアーが行われ、首都タシュケントには、1996年には1軒だった韓国人ツアー客を相手とする韓国風のルームサロンが、2006年には8軒に増えていると報じられた[64]。

### 朝鮮民主主義人民共和国
売春は違法であるが、目立たずに行われているとされる。

### タイ王国
『1996年売春防止・禁止法』により、経済的もしくはその他の利益を得る目的で売春を行うことは、性別を問わず禁止されている。
ただし、刑事処罰はないので事実上黙認されている状態となっている。
買春は相手が18歳以上の場合に限り、合法である。18歳未満を買春したものは、1年以上3年以下の懲役刑および6万バーツ以下の罰金刑、15歳以下は2年以上、6年以下の懲役刑および12万バーツ以下の罰金刑となる。
周旋・誘引者は、18歳以上の周旋は1年から10年の懲役刑、18歳未満の場合さらに厳しい罰則になっている。客引き、客待ち、印刷物配布行為も罰金刑に処される。

### ベトナム
売春は刑法では禁止されている。なお、結婚証明書をもたない独身男女が、ホテルの同室に2人だけで宿泊すること自体が違法である。売春の現場であるホテル等へ警察が乗り込んできて、売春をしたもの、客および斡旋業者まで全て検挙し、罰金・懲役刑等直罰が下される。外国人が客の場合は、検挙されるとパスポートを保管され、処分が決定されるまで出国できなくなるほか、事件が新聞に実名入りで掲載される場合も多い。ホーチミン市などの大都市部では、夜10時頃を過ぎると、バイクに乗った娼婦が町を徘徊するようになる。彼女らは、現地でホンダガール（HONDA GIRL）と呼ばれている。また、娼婦を装い、ホテルの部屋で客がシャワーを浴びている隙に、金品を奪って逃げる例が多数ある。現地で「ミニ・ホテル」と呼ばれるホテルが、売春に使われることが多い。なお石原慎太郎は、1960年代に南ベトナムを訪れた際、自らの児童買春について、著書に記述している。

### カンボジア
売春に対する扱いは曖昧である。しかし2009年1月26日、首都プノンペンのルッセイ=カエウ区チローイ=チョンヴァー町刑事警察のユアン=チャンター副署長は、男性がお金で性交を買うことは非合法ではないとの見解を示した。オーストラリア人男性が金銭の支払いで売春婦ともめていたところ、警察が調停に入った。この調停は非合法なのではないのかとの議論が起きたときに、警察関係者が売春が合法であるとコメントした。ソマリー・マム （en:Somaly Mam）は人身売買、児童買春に反対する活動を行い世界的に有名である。

### ミャンマー
売春は違法である。しかし売春宿等はあり、ミャンマー人女性はタイなど外国への売春婦の主要な供給源にもなっており、売春は女性と子供に影響を及ぼす社会問題ともなっている。

### インド
売春自体は禁止されていない。しかし客引きは違法とされ、売春に関しては曖昧な扱いがなされている。売春に従事する女性達は法的な保護を十分に受けられない環境にあり、過酷な環境下で労働しているとされる。ネパールなどの貧困地域から騙され連れられてきて売春を強要されている女性も多い。2007年にインド最大の売春婦支援団体インド売春婦会議(Committee for Indomitable Women)が売春婦を法律上の「接待業者」として扱うように政府に要求する集会を開き、約5万の個人や団体が参加して「売春婦を接待業者として合法化すれば、彼女らは売春婦の名に恥じる必要がなくなる。より多くの権利を享受することができる」と訴えた。インド売春婦会議によると、インド国内には約1000万人の売春婦がいる。

### オーストラリア
売買春は合法である。組織・施設・勧誘行為の規制は、州により異なる。売春が合法化されている州では、株式市場に上場している売春宿企業もある。合法化を推進したのがキャンベラの女性市長である。売春を違法にしたところで、貧しい人達がいる限り売春は無くならないし、「モラルを押し付けておきながら、福祉を充実させずに貧しい生活を甘受せよというのは、金持ちの身勝手である」との反発もあり、合法化した。
売買春合法化したことで、売春に従事する女性達は社会保障を受けることができ、賃金を踏み倒されることもなくなり、性感染症の衛生管理も向上する。そういった点で、女性議員達の支持を受けたのが、合法化に成功した理由といわれる。

### ニュージーランド
オーストラリアと同様の理由で合法化された。ただし、合法で売春するには、免許を受ける必要がある。

## ヨーロッパ

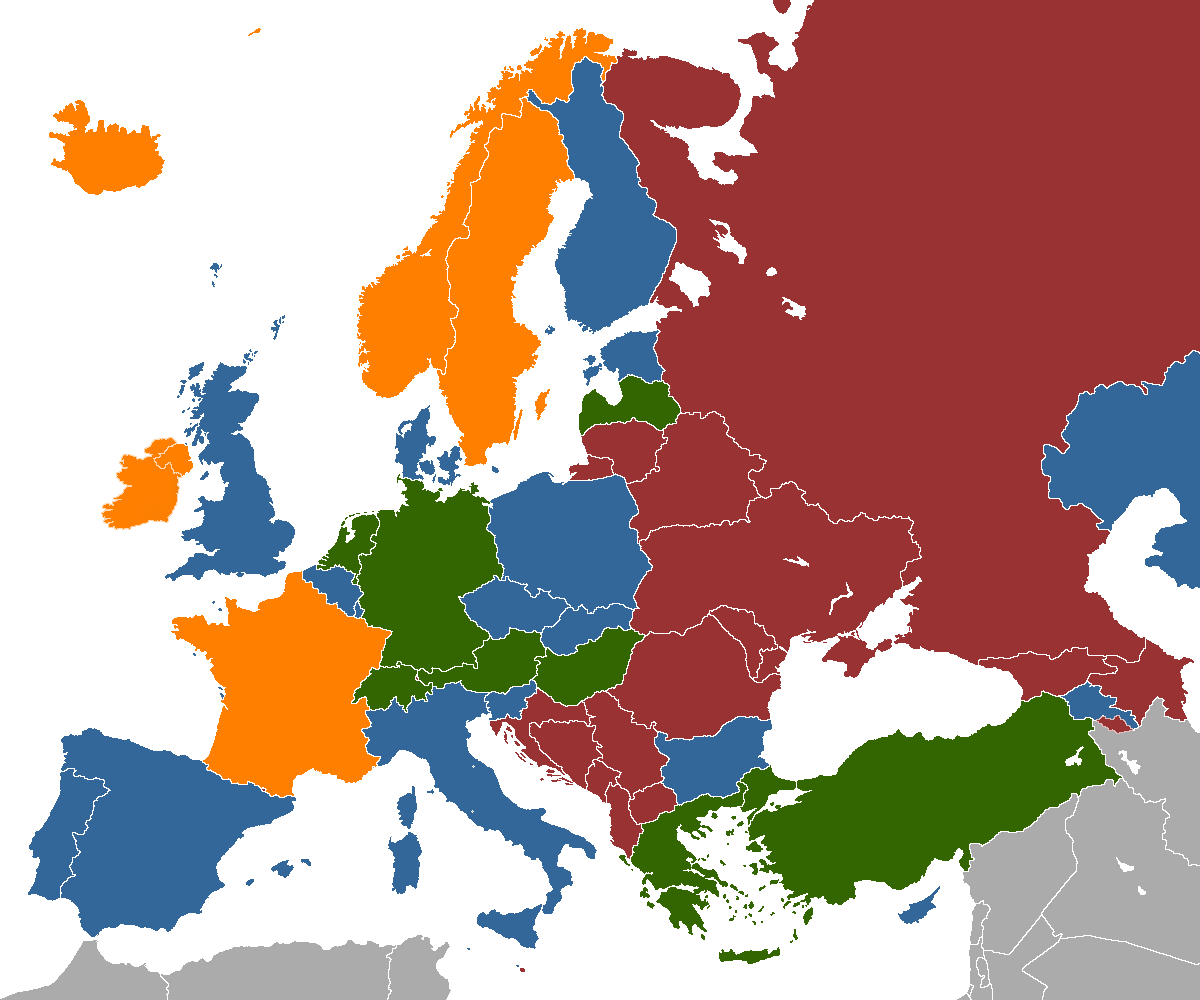
ヨーロッパにおける売春の合法性

### スウェーデン
1999年、売り手である被買春女性を非犯罪化し、保護・支援の対象とし、他方で、買春者、ピンプ、業者などを処罰の対象にした。この法体系はノルウェー(2009年)、アイスランド(2010年)も続いたことにより、北欧モデルと呼ばれる。

### デンマーク
1999年の刑法改正により、18歳以上の売春は完全に合法化された。それ以前も事実上黙認されていたといわれる。いわゆる街娼は少ないとされ、多くはサロンやマッサージ店のような場所で売春が行われている。売春婦は約6000人おり、3割が外国人であるといわれている。

### オランダ
2000年に16歳以上の売春が完全に合法化され、一般の企業と同様の活動が可能となった。アムステルダムなどの主要都市に売春宿（隠語で「飾り窓」と呼ばれる）や街娼（隠語で「立ちんぼ」と呼ばれる）が多数存在し、毎日朝から深夜まで料金等の交渉が行われている。詐欺や迫などにより売春を強要される女性がいると指摘されていることから、近年売春強制の罰則が強化されている。これに対し、移民は仕事を確保することが困難であり、自らの意思で売春に従事する人が多いといわれる。

### スイス
売買春は合法で、自治体と保健所に登録し定期検診を受けることで営業が可能となる。EUの自由化により、外国人売春婦が増えているとされる。売春合意年齢は16歳であることから、現在18歳未満であっても売春が可能である。ただ、18歳未満がブランド品を買うために体を売る「ブランドセックス」が問題視されており、売春合意年齢を18歳に引き上げるべきとの議論がなされている。なお、イタリアやフランスの売春合意年齢は18歳、ドイツは21歳であり、スイスは特に若いことが指摘されている。アジアからの出稼ぎ売春婦もおり、スイス初の終身刑は2008年に起きたタイ人売春婦の殺人事件の犯人によるものだった。
チューリヒは一部から「セックスの都」とも呼ばれているが、チューリヒ観光局はこの評判を否定している。市街地から売買春の場を隔離する目的で、2013年に市郊外にスイス初の売春専用ドライブイン（警備付きの市営売春施設）を設けた。施設は柵で囲われており、自動車でのみ入れる。施設内には性産業従事者らが自分たちを売り込むための場所があり、そこで顧客と価格の交渉が行われ、合意に至れば、9つある通称「セックスボックス」に車を停めて性交渉を行う。ドイツでの取り組みを参考にしたもので、これによりチューリヒ中心部での路上売春は禁止になった。金融街であるチューリヒでは高収入のビジネスマンが多いため、これらを相手にする高級売春婦（エスコートガール）や専門の斡旋業者が存在する。

### ドイツ
2002年に売春が合法化された。売春合意年齢は21歳とされている。ベルリンだけでも700もの売春宿があり、売春婦の数はドイツ全土で40万人といわれる。売春合法化したことにより、「セックス税」が得られるようになった。また、2006 FIFAワールドカップの時には大きな売り上げをあげた。ただ、2000年代後半（リーマンショック以降）の経済不況の波はドイツの売春産業にも大きな影響を与えており、価格が低下しているといわれ、近年では多様化により、外国に支部を持つオーナーも多くいる。2018年の統計によると、約32,800人の売春婦が登録され（上記のとおり総数は40万人程度と言われており9割以上は登録されていない）、そのうち8割以上に当たる約26,600人は外国籍である。
2016年、売春婦の保護強化のため、コンドームの着用義務、前科ある売春宿経営者に対する調査、売春部屋で売春婦が生活することの禁止、売春婦とカウンセラーとの定期面談の義務などを盛り込んだ法案がまとめられた。議会で承認されれば2017年7月に施行される。

### オーストリア
売春は合法で、路上や店舗で活動するためには営業免許証が必要とされる。海外からの移住性労働者のための滞在ビザ、つまり売春ビザもある。売春ビザで働いている場合、売春以外の職種（ダンスショーなど）に従事することも裁判で認められた。

### チェコ
売春・売春宿の経営は合法である。チェコのEU加盟により、従来最大で24時間近く待たされた国境通過が容易になったとされる。そのため、トラックドライバーを主な顧客とする、オーストリア国境地帯の売春宿の多くが廃業したといわれる。

### ベルギー
ドイツ、オランダの合法化に伴いベルギーにおいても斡旋行為や売春宿の経営等も合法化された。それ以前は売春自体は合法だったが、斡旋行為等は違法とされていた。ベルギーでは一部の都市で売春宿経営は認められており、売春婦は個人労働者として登録することになっている。

### イタリア
1958年に売春防止法が施行された。ただ、売春の斡旋や売り込みなどは違法とされているが、売春行為自体は適法であり、売春合意年齢は18歳である。イタリア政府は政府公認の売春公認地域の設置や売春合法化を検討しており、8割の国民が賛成しているとの世論調査結果が出ている。現在、イタリアの売春婦は7万人で、多くが外国人とされる。

### イギリス
法的には、街娼、売春宿及び売春組織の形成は違法である。しかし売春すなわち「性的なサービスの代価に金銭を受け取る」こと自体は合法であるという判例がある。従って、個人が新聞やインターネットで広告を出し売春をすること (Independent Escort) は完全に合法である。これに対し、Escort を派遣するいわゆる Escort_agency や、日本のソープランドのようにマッサージと称して売春するマッサージパーラー（Massage Parlour）は、組織的なため違法ではないかとの指摘があるが黙認されている。

### フランス
2016年4月6日フランス国会元老院は買春行為に対して、1,500ユーロの罰金を科す法案を可決し、買春は違法となった。なお、それまでも、売春宿の経営や斡旋、公道での勧誘の禁止といった売春者側への規制は存在し、18歳に満たない者の買春は違法であった。
2008年、フランス在住のジャーナリストの鎌田聡江によると、女子大生が生活費を稼ぐために売春するケースが増えているとされ、その数は4万人に上るといわれる。彼女達の多くは貧しい家庭の出身であり、社会的な成功を夢見て勉学に励んでいるが、労働法令により労働者の解雇が困難なフランスでは、労務者の数を少なく抑えようとする傾向があり、アルバイトを探すことが困難となっているため、彼女達が勉学を続けながら収入を得ることは難しい上、パリでの生活費は一般的に高いといわれ、それがインターネットを利用した売春が、女子大生の間で流行している原因であるとされる。

### スペイン
売春は合法である。ただ、売春宿の経営については規制が設けられており、新規出店は難しいため、マッサージ店に偽装する店が多いとされる。多くは、貧しい移民達が生活費を稼ぐために売春に従事している。

### ギリシャ
売春自体は合法であるが、街頭での客引き等の行為は違法で、規制も厳しいといわれる。売春宿を経営するためには、市の許可が必要となる。アテネ五輪の際に、五輪特需を見込んで、アテネ市が230件の売春宿の新規許可を出したことに対して、北欧諸国から五輪の精神に悖るとして非難が起きた。

### トルコ
法規制があるが合法である。国営のgenel evlerと呼ばれる公娼館が設置され、無認可の営業は禁止されている。
最初の売春宿は、第二次世界大戦中の1884年にオスマン帝国皇帝アブデュルハミト2世の認可を受けてガラタとベイオール（旧称Pera）に設立された。公娼館の楼主として6度も高額納税者として表彰されたマティルド・マヌクヤンが著名。

## アフリカ

### ナイジェリア
いわゆる人身売買が一部で盛んに行われているが、2013年5月にイモ州にある基は孤児院や妊婦の保護施設だとされていた家屋で人身売買を目的にしたいわゆる「赤ちゃん工場」が摘発される事件が発生した。この事件において、14-17歳の少女に対して妊娠行為を行ったことを認めた23歳の男と、この家屋を警備する55歳の男が逮捕されたほか、少女たちと乳幼児11人が保護された。少女らが妊娠・出産した乳幼児は売買目的で第三者に譲渡しようとした可能性もある。

## 南北アメリカ

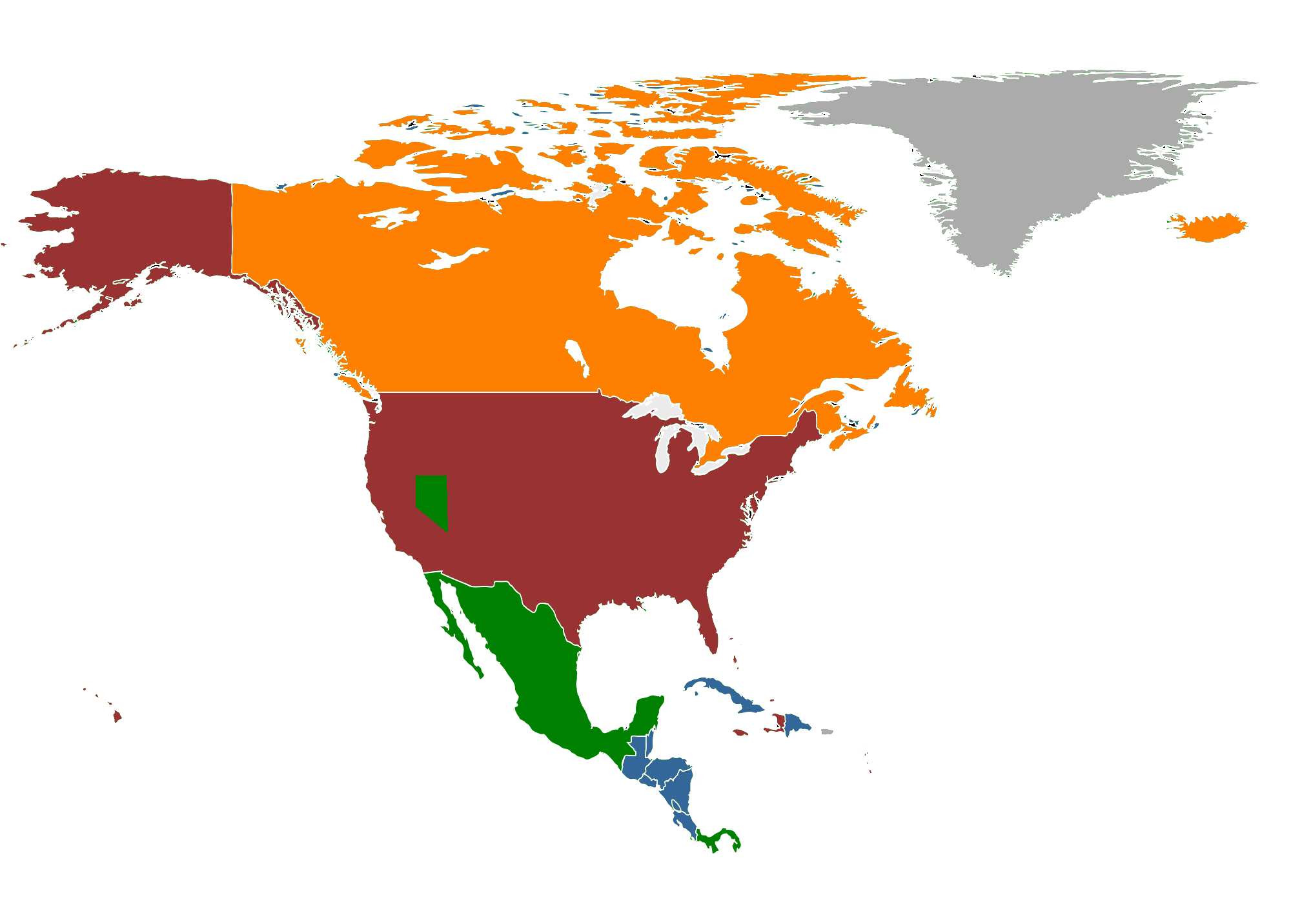
北アメリカにおける売春の合法性

### アメリカ合衆国
連邦政府レベルでの全面禁止はされず、州政府の裁量に任されているが、ネバダ州以外では禁じられている（ネバダ州でも一部の許可地域以外では禁じられている）。とは言うものの、レンタカーで輪姦事件を起こした兵士に対して、「レンタカーを借りる金があれば売春婦を買えば良い」と発言したアメリカ軍の高官が更迭された（詳細は沖縄米兵少女暴行事件）のが国家の姿勢である。サンフランシスコ市では、売春取締りにかかる費用が莫大な額に上るため、費用節約の観点から、女性の意思に基づく売春であれば、事実上黙認するとの運用が検討されている。

### カナダ
売春は合法である。しかし売春禁止法により、斡旋行為や売春宿の経営、売春で生計をたてることは違法とされているため、成人女性がアルバイトで単発的に行う売春のみが合法とされる。ただ実際は、斡旋行為は広く行われている。カナダのHIV/AIDSの法律家ネットワーク Legal Network は2005年12月13日、この法律がセックスワーカーの健康と生命を脅かしており、廃止するべきだとする報告書を発表し、下院議員リビー・デーヴィス Libby Daviesを中心に、この問題についての議論が継続されている。

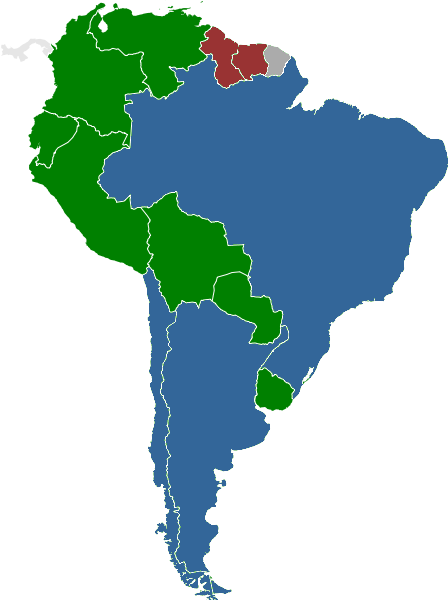
南アメリカにおける売春の合法性

### チリ
売春は合法である。実際には、目立たない形で広く行われている。性風俗業はいくつかの形態で存在している。一種の高級バー（ホステスを連れ出しセックスする。ラス・コンデスやビタクラといったサンチアゴの振興地区にあり、主に外国人観光客を相手としている。チリ人が利用することは少ないといわれる。）、アパートの1室で売春を行うSAUNAといわれるもの（一流紙にも目立たないような内容の広告が出されるほどメジャーなものであり、外国人のみならず一般のチリ人も利用する。）、街娼などの形態がある。売春婦の多くは、売春しか生活の糧を稼ぐ手段がない貧しい層の女性であるといわれている。2007年には売春婦であるマリア・カロリナがチャリティーのために「27時間の性行為」をオークションに出品し話題となった。

### ブラジル
売春は合法である。売春の広告を出すことは違法とされるが、一般新聞の広告欄には堂々と掲載されている。売春婦はプータ（蔑称であるため放送禁止用語）と呼ばれ、貧民層出身の女性が生活費を稼ぐために仕方なく売春を行っているケースが多い。しかし現実には、予期しない妊娠によって男に捨てられ、子供を育てるため売春業に参入する場合も多い。国内ではマフィアによる組織売春や奴隷売春はなく、原則として自由業である。このことは、ブラジルにおける売春の利益が他国と比べて小さいことによる。

### メキシコ
売春は違法である。しかし放置されており、事実上黙認されている。メキシコ国境付近の町ティフアナでは、条例により売春婦に保険証を交付したり、売春宿の衛生管理に市が介入することを認めた。メキシコではこうした例が多いため、事実上売春は合法であると指摘される。